# Eugenio Reale
Eugenio Reale (Napoli, 8 giugno 1905 – Roma, 9 maggio 1986) è stato un politico italiano.

## Biografia
Nato in una famiglia borghese, molto vicino all'aristocrazia napoletana, Eugenio Reale si laurea in medicina negli anni in cui il fascismo comincia a prendere piede tra le istituzioni.

### L'adesione al PCI
Uomo brillante, estroverso, colto con una vena ironica, bibliomane e amante delle arti in generale, nel 1926, anno in cui il Fascismo diventa regime, si avvicina al Partito Comunista e nel 1931, dopo l'espatrio di Giorgio Amendola, ne diventa uno dei principali esponenti nella città di Napoli. Il 27 gennaio 1932 viene condannato dal tribunale speciale a 10 anni di carcere per la ricostituzione del Partito Comunista Italiano, l'indulto del 1937 gli concede di essere scarcerato prima dello scadere della condanna; riprende così l'attività clandestina di propaganda antifascista e nell'ottobre dello stesso anno si trasferisce in Francia, dove divenda redattore del giornale La Voce degli Italiani.
Viene catturato e internato nel campo di Le Vernet, nel 1942 è processato a Tolosa per ricostituzione dell'internazionale comunista; nell'aprile del 1943 viene estradato in Italia dove finalmente comincia una carriera politica dopo la caduta del Fascismo. È Reale ad accogliere a Napoli nel 1944, con Salvatore Cacciapuoti e Maurizio Valenzi, Palmiro Togliatti al suo ritorno dall'URSS dopo il suo esilio. E lo ospita a casa sua. Di Togliatti diventa amico personale e consigliere politico, è uno dei pochi a farlo sorridere con la sua ironia. Il segretario del PCI gli assegna incarichi delicati e speciali come la responsabilità dei rapporti commerciali con i paesi dell'est europeo in modo da finanziare il partito attraverso le commissioni su ogni affare. Ed è a lui che si rivolge per chiedere aiuto, come lo si chiede "ad un amico", per risolvere con i vertici del partito il problema della convivenza con Nilde Iotti.

### Sottosegretario di Stato
Viene eletto membro dell'Alta Corte di Giustizia nel settembre del 1944. Membro della Consulta nazionale dal 25 settembre 1945 al 24 giugno 1946, fu sottosegretario di Stato agli Esteri durante il Governo Bonomi II, nel Governo Parri e nel Governo De Gasperi I, è ambasciatore a Varsavia nel settembre del 1945 (in Polonia sposerà Sulamita Kacyzne, sua compagna per tutta la vita), e membro della delegazione del partito comunista (con Luigi Longo) alla riunione polacca da cui uscì sotto il nome di Cominform una versione più nuova e aggiornata del vecchio Comintern. Nel giugno 1946 è eletto deputato all'Assemblea costituente per il PCI nella circoscrizione di Napoli.
Durante il Governo De Gasperi III è  nuovamente sottosegretario di Stato agli Affari Esteri dal 6 febbraio 1947 al 31 maggio 1947. Nel 1948 è eletto al Senato della Repubblica e resta senatore fino al 1953.

#### Governi dei quali ha fatto parte
- Governo Bonomi II, come sottosegretario di Stato agli Esteri
- Governo Parri, come sottosegretario di Stato agli Esteri
- Governo De Gasperi III, come sottosegretario di Stato agli Esteri

### L'uscita dal PCI
Già all'inizio degli anni cinquanta si comincia ad avvertire un certo distacco dal partito. Esce polemicamente dal PCI nel 1956 per il sostegno che il partito dà all'invasione sovietica dell'Ungheria. La segreteria provinciale del partito comunista napoletano fa notare nelle dichiarazioni e nell'atteggiamento di Reale un caso di deviazionismo borghese decretandone l'espulsione.
Reale riteneva che prioritarie nel partito non fossero più la lotta contro il fascismo o quella per la libertà, ma la fedeltà all'URSS. Dopo questo periodo quindi si ha un avvicinamento al mondo socialista e socialdemocratico. Nel 1957 fonda con Giuseppe Averardi il settimanale Corrispondenza socialista. E matura un'avversione radicale verso il PCI e verso Togliatti in particolare  tanto da essere definito "l'uomo che sfidò Togliatti". Dai primi anni sessanta operò come fonte dell'Ufficio affari riservati (con il nome in codice "Gegé"), al quale riferiva in merito ai rapporti tra il Partito Comunista Italiano e l'Unione Sovietica.
Negli anni sessanta si allontana dai socialdemocratici e si avvicina al movimento di Randolfo Pacciardi che si batteva per una repubblica presidenziale e anticomunista. Negli anni settanta si parla di una sua vicinanza ai comitati di resistenza di Edgardo Sogno, che aveva pensato di nominarlo ministro dell'interno in un governo che avrebbe dovuto vedere la luce in base al progetto che sarà chiamato golpe bianco. Vent'anni più tardi, nel 1997, Sogno leggerà in una trasmissione radiofonica la sua lista di possibili ministri in cui figurava anche il nome di Reale. In realtà, Reale non conobbe mai Edgardo Sogno: anzi, aborriva il suo progetto "golpista".